# Trichopeltum
Trichopeltum — рід грибів родини Microthyriaceae. Назва вперше опублікована 1958 року.